# 卵形平鮋
卵形平鮋，為輻鰭魚綱鮋形目鮋亞目平鮋科的其中一種，為亞熱帶海水魚，分布於東太平洋美國加州聖塔芭芭拉至墨西哥下加利福尼亞海域，棲息深度可達365公尺，體長可達56公分，棲息在岩石底質底層水域，卵胎生，生活習性不明。